# Ghikaea
Ghikaea, monotipski biljni rod iz porodice volovotkovki. Jedina je vrsta G. speciosa  iz Etiopije, Somalije i Kenije. Grm je koji naraste do 1.5 metara visine. Listovi su nasuprotni
Ime roda dana je u čast rumunjskog plemića, istraživača, poznatog lovca, pustolova i političara, Dimitrie Ghica-Comănești i njegovog sina Nicholae Dimitri Ghika, sakupljača biljaka.

## Sinonimi
- Ghikaea spectabilis Volkens & Schweinf.
- Graderia speciosa Rendle